# Gyula Kosice

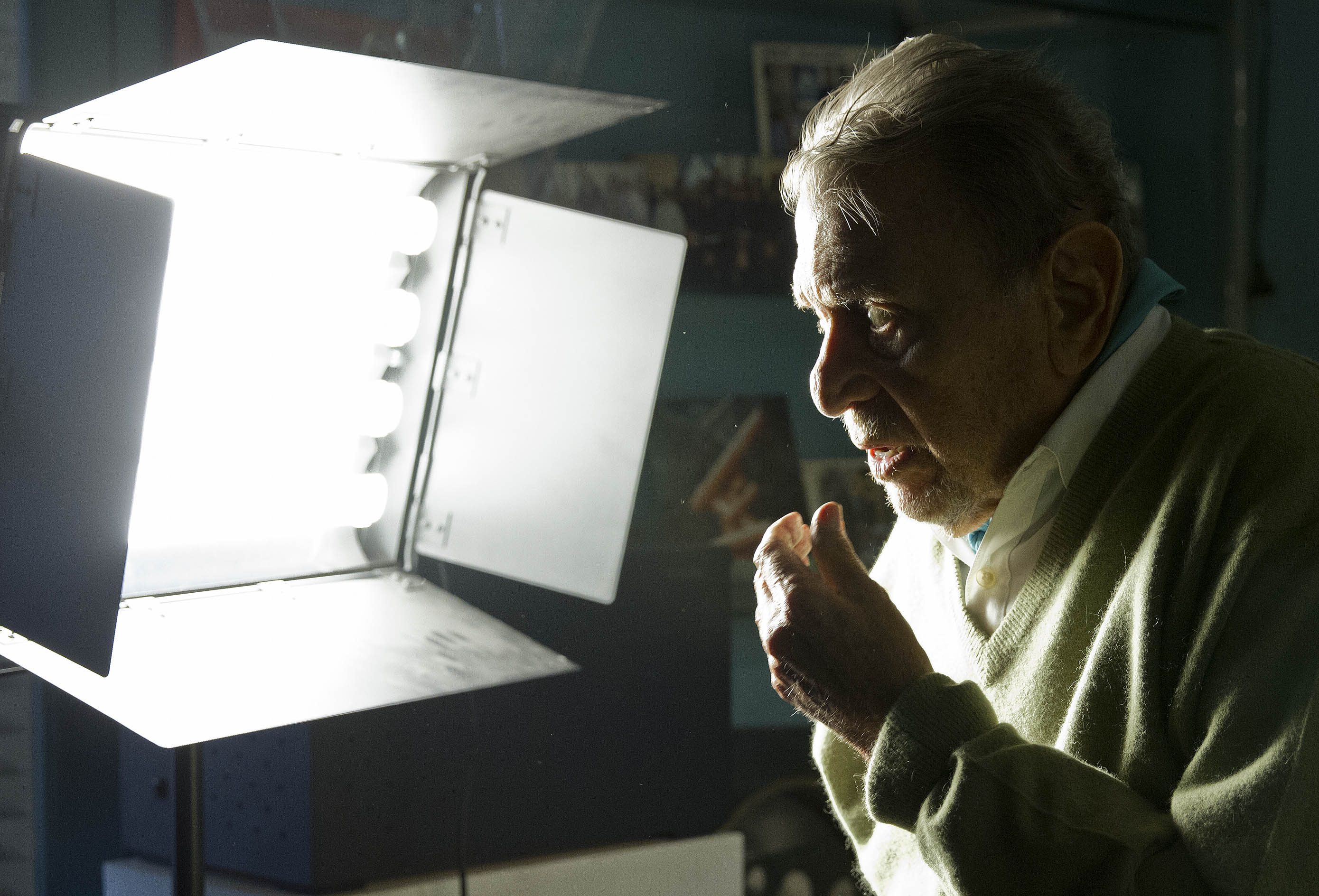
Gyula Kosice im Jahr 2015

 Gyula Kosice  (* 26. April 1924 in Košice in der damaligen Tschechoslowakei als Fernando Fallik; † 25. Mai 2016 in Buenos Aires) war ein slowakischstämmiger argentinischer Objektkünstler und Vertreter der Kinetischen Kunst und der Lichtkunst in Verbindung mit Wasser und Edelgasen, der „Hydrokinetik“.

## Leben und Werk
Im Jahr 1947 hatte er seine erste Einzelausstellung im Bohemien Club in Galerías Pacífico in Buenos Aires, die erste Ausstellung abstrakter Kunst in Lateinamerika. Im Jahr 1949 begann er mit seinen „hydrokinetischen“ Objekten aus Wasser, Licht und Bewegung. Im Jahr 1961 hatte er eine Ausstellung im Stedelijk Museum in Amsterdam und nahm 1967 an der Ausstellung Kunst-Licht-Kunst im Van-Abbe-Museum in Eindhoven teil. Im Jahr 1968 war er mit vier hydrokinetischen Objekten auf der 4. documenta in Kassel vertreten. Gyula Kosice hatte insgesamt 40 Einzel- und 500 Gruppenausstellungen.
Gyula Kosice benutzte den Namen seiner Geburtsstadt als Künstlernamen. Er war einer der Vorläufer der abstrakten und nichtfigurativen Kunst in Lateinamerika. Er verwendete zum ersten Mal in der internationalen Kunstszene Wasser- und Neongas als Teil eines Kunstwerkes. Licht und Bewegung sind ein wesentlicher Bestandteil seiner Werke. Kosice hat sein Atelier und seine Werkstatt in ein Museum umgewandelt. Er war argentinischer Staatsbürger und lebte in Buenos Aires.